# Seo Ho-jin
Seo Ho-jin (Koreaans: 서호진) (11 juli 1983) is een Zuid-Koreaans shorttracker.
In 2006 werd Seo olympisch kampioen op de relay.

## Resultaten

### Olympische Winterspelen
| Jaar | Plaats | Resultaten    |
| ---- | ------ | ------------- |
| 2006 | Turijn | relay DQ 500m |

### Wereldkampioenschappen
| Jaar | Plaats          | Resultaten |
| ---- | --------------- | ---------- |
| 2004 | Peking          | team       |
| 2005 | Peking          | relay      |
| 2005 | Sint-Petersburg | team       |
| 2006 | Montreal        | team       |

1992: Kim, Lee, Mo, Song ·
1994: Carnino, Fagone, Herrnhof, Vuillermin ·
1998: Bédard, Campbell, Drolet, Gagnon ·
2002: Bédard, Gagnon, Guilmette, Tremblay, Turcotte ·
2006: Ahn, Lee, Seo, Song ·
2010: Bastille, Ch. Hamelin, F. Hamelin, Jean, Tremblay ·
2014: An, Grigorev, Jelistratov, Zacharov ·
2018: S. Liu, S.S. Liu, Knoch, Burján ·
2022: Ch. Hamelin, Dubois, Pierre-Gilles, Dion
- International Standard Name Identifier: 0000 0004 5940 7868
- Virtual International Authority File: 636148996029259751657